# Televisão mecânica

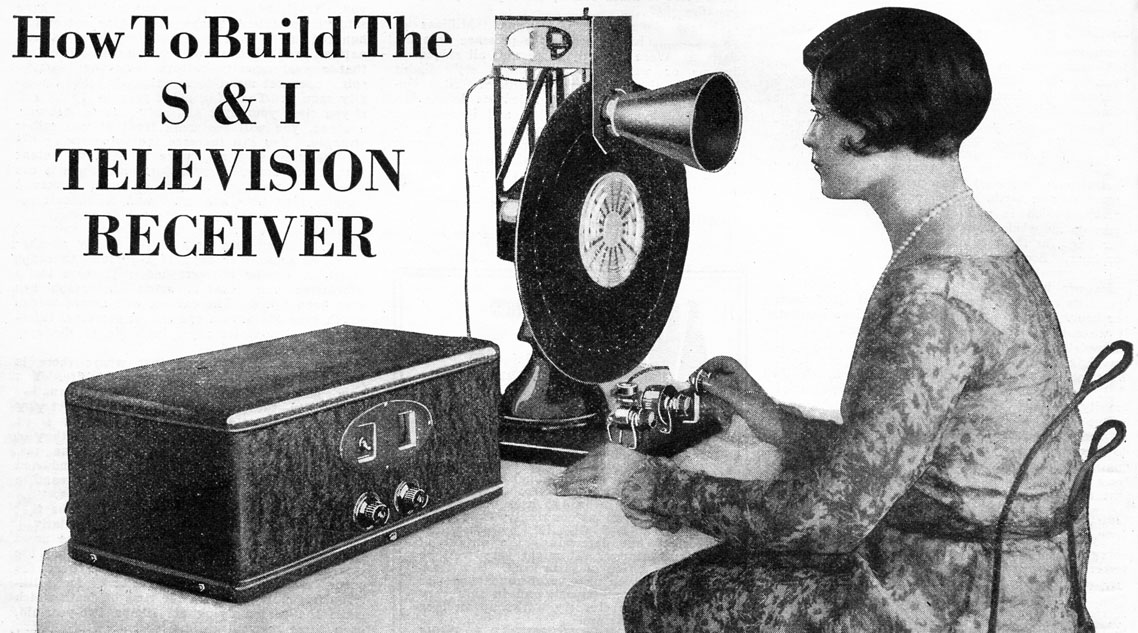
Mulher assistindo a um receptor de televisão de varredura mecânica caseiro em 1928. O "televisor" (à direita) que produz a imagem usa um disco giratório de metal com uma série de furos, chamado disco de Nipkow, em frente a uma lâmpada de néon. Cada furo no disco que passa em frente à lâmpada produz uma linha de varredura que compõe a imagem. O sinal de vídeo da unidade receptora de televisão (esquerda) é aplicado à lâmpada neon, fazendo com que seu brilho varie com o brilho da imagem em cada ponto. Este sistema produziu uma imagem laranja escura 1.5 in quadrado, com 48 linhas de varredura, a uma taxa de quadros de 7,5 quadros por segundo.

Televisão mecânica ou televisão com varredura mecânica é um sistema de televisão obsoleto que depende de um dispositivo de varredura mecânica, como um disco giratório com furos ou um tambor de espelho giratório, para escanear a cena e gerar o sinal de vídeo, e um dispositivo mecânico semelhante em um receptor para exibir a imagem. Isso contrasta com a tecnologia de televisão eletrônica de tubo de vácuo, que utiliza métodos de varredura por feixe de elétrons, por exemplo, em televisores de tubo de raios catódicos (CRT). Posteriormente, modernos monitores de cristal líquido (LCD) de estado sólido e monitores LED são agora usados para criar e exibir imagens de televisão.
Métodos de varredura mecânica foram usados nos primeiros sistemas experimentais de televisão nas décadas de 1920 e 1930. Uma das primeiras transmissões experimentais de televisão sem fio foi feita por John Logie Baird em 2 de outubro de 1925, em Londres. Em 1928, muitas estações de rádio transmitiam programas experimentais de televisão usando sistemas mecânicos. Porém a tecnologia nunca produziu imagens de qualidade suficiente para se tornarem populares entre o público. Os sistemas de varredura mecânica foram amplamente substituídos pela tecnologia de varredura eletrônica em meados da década de 1930, que foi usada nas primeiras transmissões de televisão comercialmente bem-sucedidas, que começaram no final da década de 1930 no Reino Unido. Nos Estados Unidos, estações experimentais como W2XAB na cidade de Nova York começaram a transmitir programas de televisão mecânica em 1931, mas interromperam as operações em 20 de fevereiro de 1933, até retornarem com um sistema totalmente eletrônico em 1939.

## História

### Pesquisa inicial
As primeiras técnicas mecânicas de varredura raster foram desenvolvidas no século XIX para fac-símile, a transmissão de imagens estáticas por fio. Alexander Bain introduziu a máquina de fac-símile em 1843 a 1846. Frederick Bakewell demonstrou uma versão funcional em laboratório em 1851. O primeiro sistema prático de fac-símile, funcionando em linhas telegráficas, foi desenvolvido e colocado em serviço por Giovanni Caselli a partir de 1856.
Em 1885, Henry Sutton em Ballarat, Austrália projetou o que chamou de telefano para transmissão de imagens via fios telegráficos, baseado no sistema de disco giratório de Nipkow, fotocélula de selênio, prismas de Nicol e célula de efeito Kerr.:319 O projeto de Sutton foi publicado internacionalmente em 1890. Um relato de seu uso para transmitir e preservar uma imagem estática foi publicado no Evening Star em Washington em 1896.

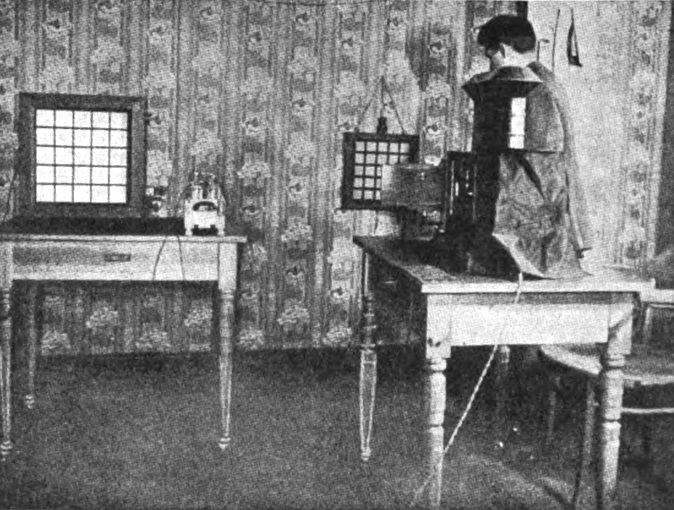
Ernst Ruhmer demonstrando seu sistema experimental de televisão, que era capaz de transmitir imagens de 5 × 5 pixels de formas simples através de linhas telefônicas, usando um receptor de célula de selênio de 25 elementos (1909)

A primeira demonstração da transmissão instantânea de imagens foi feita por um físico alemão, Ernst Ruhmer, que organizou 25 células de selênio como elementos de imagem para um receptor de televisão. No final de 1909, ele demonstrou com sucesso na Bélgica a transmissão de imagens simples através de um fio telefônico do Palácio da Justiça em Bruxelas para a cidade de Liège, a uma distância de 115 quilômetros. Esta demonstração foi descrita na época como "o primeiro modelo funcional de aparelho de televisão do mundo". O número limitado de elementos fazia com que seu dispositivo só fosse capaz de representar formas geométricas simples e o custo era muito alto; a um preço de 15 libras esterlinas (45 dólares) por célula de selênio, ele estimou que um sistema de 4 mil células custaria 60 mil libras (180 mil dólares) e um mecanismo de 10 mil células capaz de reproduzir "uma cena ou evento que requer o fundo de uma paisagem" custaria 150 mil libras (450 mil dólares). Ruhmer expressou a esperança de que a Exposição Universal e Internacional de Bruxelas de 1910 patrocinaria a construção de um dispositivo avançado com um número significativamente maior de células, como vitrine da exposição. No entanto, a despesa estimada de 250 mil libras (750 mil dólares) revelou-se demasiado elevada.
A publicidade gerada pela demonstração de Ruhmer estimulou dois cientistas franceses, Georges Rignoux e A. Fournier em Paris, a anunciar pesquisas semelhantes que vinham conduzindo. Uma matriz de 64 células de selênio, conectadas individualmente a um comutador mecânico, serviu como retina eletrônica. No receptor, um tipo de célula Kerr modulava a luz e uma série de espelhos de vários ângulos presos à borda de um disco giratório escaneava o feixe modulado na tela. Um circuito separado regulou a sincronização. O 8 x A resolução de 8 pixels nesta demonstração de prova de conceito foi suficiente apenas para transmitir claramente as letras individuais do alfabeto. Uma imagem atualizada foi transmitida “várias vezes” a cada segundo.
Em 1911, Boris Rosing e seu aluno Vladimir Zworykin criaram um sistema que usava um scanner mecânico de tambor espelhado para transmitir, nas palavras de Zworykin, "imagens muito grosseiras" através de fios para o "tubo Braun " (tubo de raios catódicos ou "CRT") no receptor. Imagens em movimento não foram possíveis porque, no scanner, “a sensibilidade não era suficiente e a célula de selênio estava muito defasada”.

### Demonstrações de televisão

O disco de Nipkow. Este esquema mostra os caminhos circulares traçados pelos furos, que também podem ser quadrados para maior precisão. A área do disco destacada em preto mostra a região verificada.

Quando era um estudante universitário alemão de 23 anos, Paul Julius Gottlieb Nipkow propôs e patenteou o disco de Nipkow em 1884. Este era um disco giratório com um padrão espiral de furos, de modo que cada furo escaneava uma linha da imagem. Embora ele nunca tenha construído um modelo funcional do sistema, o "rasterizador de imagem" do disco giratório de Nipkow foi o mecanismo chave usado na maioria dos sistemas de varredura mecânica, tanto no transmissor quanto no receptor.
Constantin Perskyi cunhou a palavra televisão num artigo lido no Congresso Internacional de Eletricidade, na Feira Mundial Internacional de Paris, em 24 de agosto de 1900. O artigo de Perskyi revisou as tecnologias eletromecânicas existentes, mencionando o trabalho de Nipkow e outros. No entanto, foi a invenção em 1907 da primeira válvula amplificadora, o triodo, de Lee de Forest, que tornou o design prático.
O inventor escocês John Logie Baird construiu em 1925 alguns dos primeiros protótipos de sistemas de vídeo, que empregavam o disco de Nipkow. Em 25 de março de 1925, Baird fez a primeira demonstração pública de imagens de silhuetas em movimento na televisão, na loja de departamentos Selfridge's, em Londres. Como os rostos humanos tinham contraste inadequado para aparecer em seu sistema primitivo, ele transmitiu pela televisão um boneco de ventríloquo chamado "Stoky Bill" falando e se movendo, cujo rosto pintado tinha maior contraste. Em 26 de janeiro de 1926, ele demonstrou a transmissão da imagem de um rosto em movimento por rádio. Esta é amplamente considerada a primeira demonstração de televisão pública do mundo. O sistema de Baird usou o disco de Nipkow tanto para escanear a imagem quanto para exibi-la. Um assunto bem iluminado foi colocado na frente de um disco de Nipkow giratório com lentes que varriam imagens através de uma fotocélula estática. A célula de sulfeto de tálio (thalofide), desenvolvida por Theodore Case nos Estados Unidos, detectou a luz refletida do sujeito e a converteu em um sinal elétrico proporcional. Este foi transmitido por ondas de rádio AM para uma unidade receptora, onde o sinal de vídeo foi aplicado a uma luz neon atrás de um segundo disco de Nipkow girando sincronizado com o primeiro. O brilho da lâmpada neon variava proporcionalmente ao brilho de cada ponto da imagem. À medida que cada furo no disco passava, uma linha de varredura da imagem era reproduzida. O disco de Baird tinha 30 furos, produzindo uma imagem com apenas 30 linhas de varredura, apenas o suficiente para reconhecer um rosto humano. Em 1927, Baird transmitiu um sinal por mais de 700 quilômetros de linha telefônica entre Londres e Glasgow. Em 1928, a empresa de Baird (Baird Television Development Company/Cinema Television) transmitiu o primeiro sinal de televisão transatlântico, entre Londres e Nova York, e a primeira transmissão de costa para navio. Em 1929, ele se envolveu no primeiro serviço experimental de televisão mecânica na Alemanha. Em novembro do mesmo ano, Baird e Bernard Natan da Pathé fundaram a primeira empresa de televisão da França, a Télévision- Baird -Natan. Em 1931, fez a primeira transmissão remota ao ar livre, do The Derby.
O inventor estadunidense Charles Francis Jenkins também foi o pioneiro da televisão. Ele publicou um artigo sobre "Motion Pictures by Wireless" em 1913, mas foi somente em dezembro de 1923 que transmitiu imagens de silhuetas em movimento para testemunhas e foi em 13 de junho de 1925 que demonstrou publicamente a transmissão sincronizada de imagens de silhuetas. Em 1925, Jenkins usou o disco de Nipkow e transmitiu a imagem da silhueta de um moinho de vento de brinquedo em movimento, a uma distância de 8 quilômetros de uma estação de rádio naval em Maryland até seu laboratório em Washington, DC, usando um scanner de disco com lente e resolução de 48 linhas.
Em 25 de dezembro de 1925, Kenjiro Takayanagi demonstrou um sistema de televisão com resolução de 40 linhas que empregava um scanner de disco de Nipkow e um monitor CRT na Escola Industrial Hamamatsu, no Japão. Este protótipo ainda está em exibição no Museu Memorial Takayanagi na Universidade de Shizuoka, Campus Hamamatsu. Em 1927, ele melhorou a resolução para 100 linhas, o que era incomparável até 1931. Em 1928, ele foi o primeiro a transmitir rostos humanos em meios tons. Seu trabalho teve influência no trabalho posterior de Vladimir K. Zworykin. No Japão, ele é visto como o homem que completou a primeira televisão totalmente eletrônica. Sua pesquisa na criação de um modelo de produção foi interrompida pelos Estados Unidos depois que o Japão perdeu a Segunda Guerra Mundial.

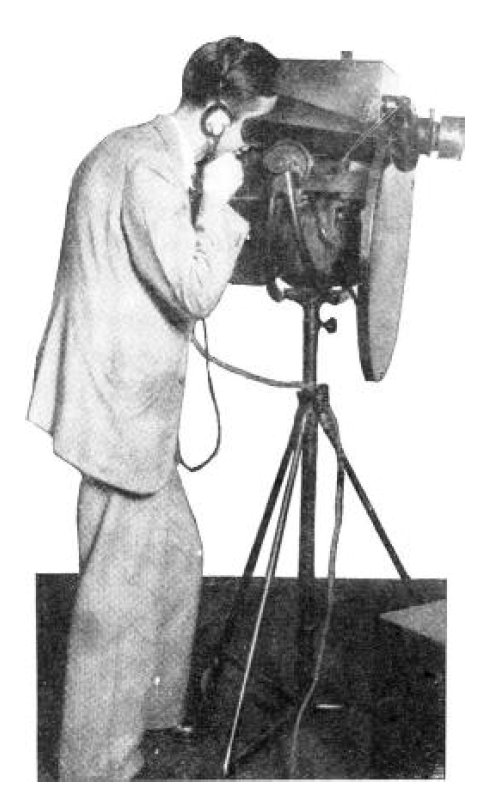
Câmera de televisão de disco giratório Jenkins Television Co., 1931

Herbert E. Ives e Frank Gray, da Bell Telephone Laboratories, fizeram uma demonstração dramática de televisão mecânica em 7 de abril de 1927. O sistema de televisão com luz refletida incluía telas de visualização pequenas e grandes. O pequeno receptor tinha uma tela de 2 por 2,5 polegafas (5 por 6 cm) (largura por altura). O grande receptor tinha uma tela 24 por 30 polegadas (61 por 76 cm) (largura por altura). Ambos os conjuntos foram capazes de reproduzir imagens em movimento monocromáticas razoavelmente precisas com som sincronizado. O sistema transmitiu imagens por dois caminhos: primeiro, uma ligação de fio de cobre de Washington para a cidade de Nova York, depois um ligação de rádio de Whippany, Nova Jersey. Comparando os dois métodos de transmissão, os telespectadores não notaram nenhuma diferença na qualidade. Os assuntos da transmissão incluíram o secretário de comércio Herbert Hoover. O scanner que produziu o feixe tinha um disco de 50 aberturas. O disco girava a uma taxa de 18 quadros por segundo, capturando um quadro a cada 56 milissegundos  (Os sistemas atuais normalmente transmitem 30 ou 60 quadros por segundo, ou um quadro a cada 33,3 ou 16,7 milissegundos, respectivamente.) O historiador da televisão Albert Abramson ressaltou a importância da demonstração do Bell Labs: "Foi de fato a melhor demonstração de um sistema mecânico de televisão feita até então. Levaria vários anos até que qualquer outro sistema pudesse sequer começar a se comparar a ele em qualidade de imagem."
Enquanto isso, na União Soviética, Léon Theremin vinha desenvolvendo uma televisão baseada em tambor de espelho, começando com resolução de 16 linhas em 1925, depois 32 linhas e eventualmente 64 linhas usando entrelaçamento em 1926, e como parte de sua tese em 7 de maio de 1926, ele transmitiu eletricamente e depois projetou imagens em movimento quase simultâneas em uma tela quadrada de 1,5 metro.
Como apenas um número limitado de furos poderia ser feito nos discos, e os discos além de um certo diâmetro tornaram-se impraticáveis, a resolução da imagem nas transmissões mecânicas de televisão era relativamente baixa, variando de cerca de 30 linhas a 120 ou mais. No entanto, a qualidade da imagem das transmissões de 30 linhas melhorou constantemente com os avanços técnicos e, em 1933, as transmissões do Reino Unido utilizando o sistema Baird eram notavelmente claras.
Testes de transmissão de 180 linhas foram realizados pela Reichs-Rundfunk-Gesellschaft em 1935, com um transmissor de 16 kW (21 hp)  em Berlim. Da mesma forma, um sistema de 180 linhas que a Compagnie des Compteurs (CDC) instalou em Paris foi testado em 1935 e um sistema de 180 linhas da Peck Television Corp. iniciado em 1935 na estação VE9AK em Montreal, Quebec, Canadá.

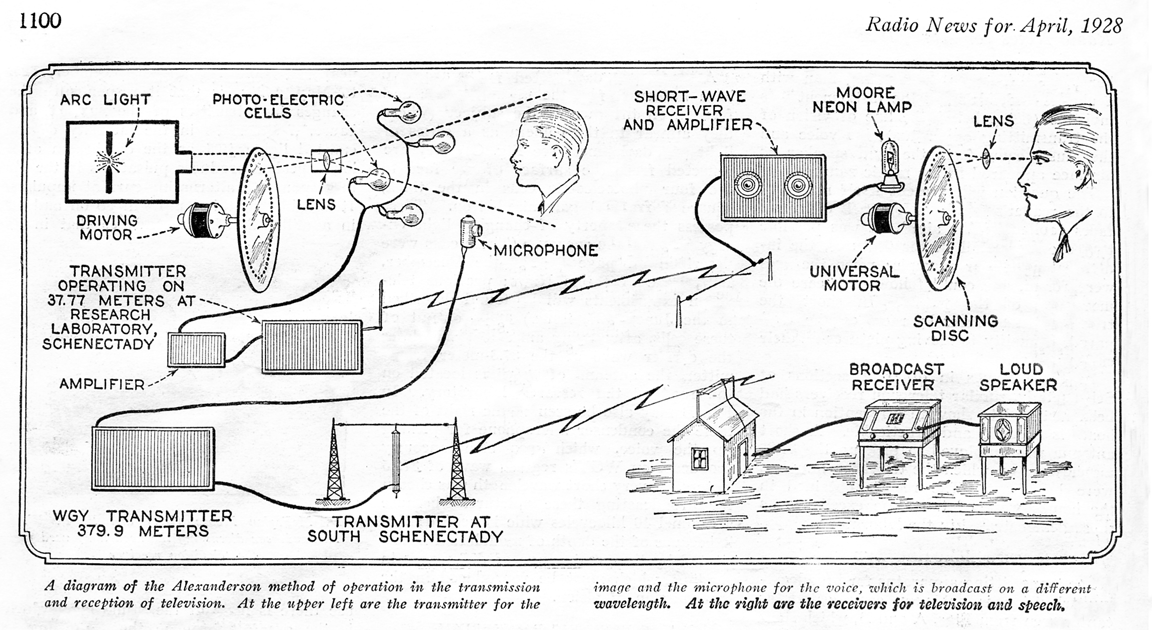
Block diagram of General Electric mechanical scan television system, Radio News (April 1928)

### Televisão em cores

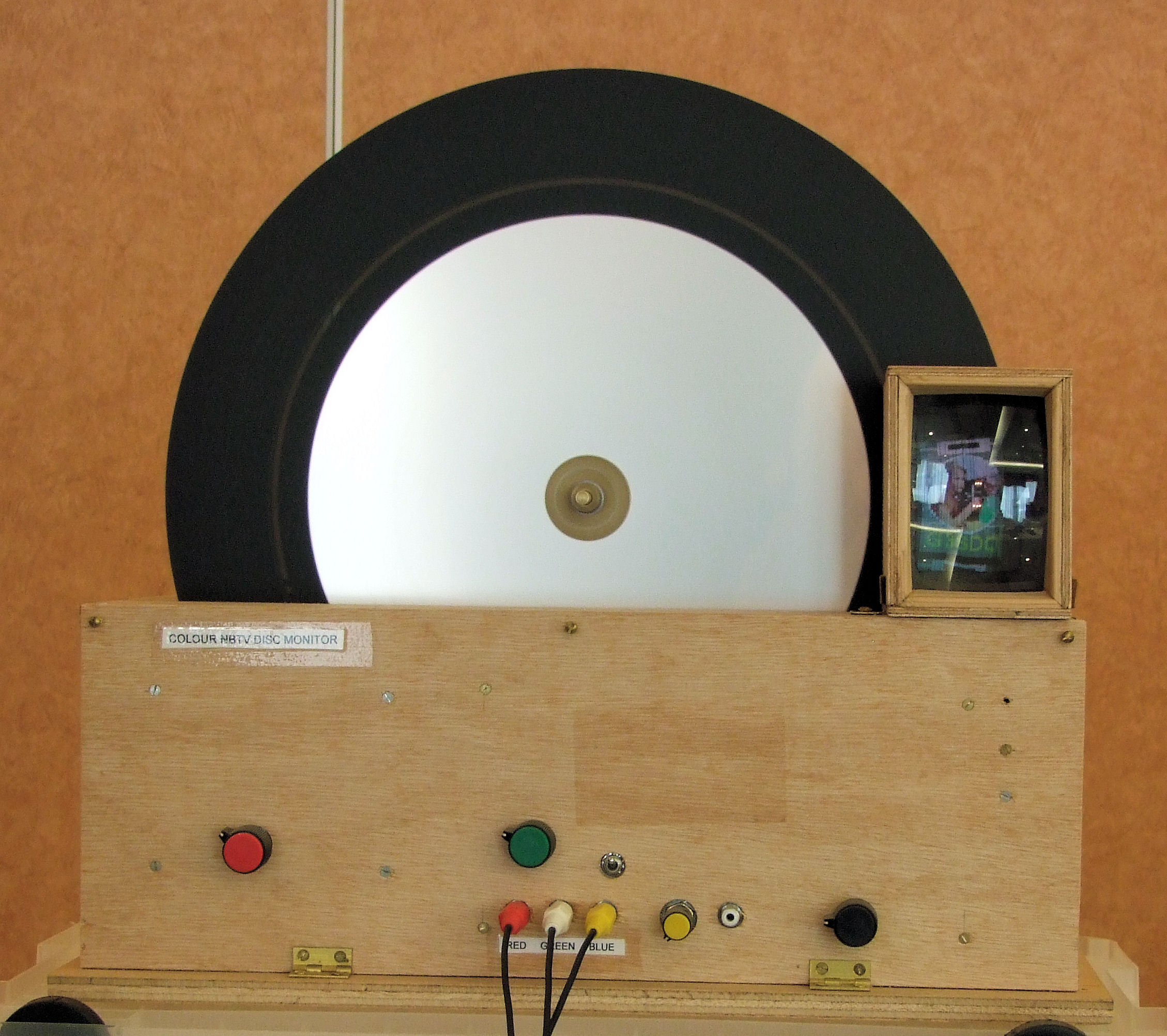
Uma TV colorida. Um cartão de teste (o famoso cartão de teste F) pode ser visto através da lente à direita.

Os experimentos de televisão em cores de John Baird em 1928 inspiraram o sistema de cores sequencial de campo mais avançado de Goldmark. O sistema de televisão em cores CBS inventado por Peter Goldmark usou essa tecnologia em 1940.
Mais tarde, os sistemas de cores simultâneas substituíram o sistema CBS-Goldmark, mas os métodos mecânicos de cores continuaram a encontrar usos. Os primeiros conjuntos de cores eram muito caros: mais de mil dólares no dinheiro da época. Adaptadores baratos permitiam que proprietários de aparelhos de televisão NTSC em preto e branco recebessem transmissões em cores. O mais proeminente desses adaptadores é o Col-R-Tel, um conversor NTSC para sequencial de campo de 1955.
Alguns anos depois do Col-R-Tel, as missões Apollo Moon também adotaram técnicas sequenciais de campo. Todas as câmeras coloridas lunares tinham rodas coloridas. Essas câmeras Westinghouse e posteriores RCA enviaram imagens de televisão em cores sequenciais de campo para a Terra. As estações receptoras terrestres incluíam equipamentos eletrônicos que convertiam os sinais de vídeo em cores brutas no padrão NTSC.

### Declínio
O avanço da televisão eletrônica de tubo de vácuo (incluindo dissecadores de imagem e outros tubos de câmera e tubos de raios catódicos para o reprodutor) marcou o início do fim dos sistemas mecânicos como forma dominante de televisão. A TV mecânica geralmente produzia apenas imagens pequenas e foi o principal tipo de TV até os anos 1930.